# Гильом VII де Шалон-Арле (принц Оранский)
Гильом VII де Шалон-Арле (фр. Guillaume VII de Chalon-Arlay; ок. 1417 — 27 октября 1475, Оранж) — принц Оранский, сеньор д’Арле и д’Аргель с 1463 года.

## Биография
Сын принца Оранского Луи II де Шалон-Арле и Жанны де Монфокон.
В его правление продолжился конфликт с жителями Оранжа, начавшийся при Луи II. Население было недовольно тем, что после обретения формального суверенитета стало негде обжаловать решения княжеских чиновников. Эта проблема была урегулирована соглашением, заключенным 20 января 1471 при посредничестве Сиффре д’Алемана, камергера Людовика XI, и Бертрана де Лабома, сеньора Сузы. Принц Оранский сохранял местную юрисдикцию, но для апелляций создавался парламент в Оранже.
Людовик XI имел виды на Оранское княжество, занимавшее стратегическую позицию на границах Дофине, Прованса и Лангедока, и, пользуясь тем, что принц был союзником Бургундии, нашел предлог для вмешательства в его дела. Он отдал приказ губернаторам Дофине и Лиона арестовать Гильома, когда тот окажется на французской территории. В 1474, пользуясь франко-бургундским перемирием, принц направился в Дофине, был схвачен людьми Филибера де Гролле, губернатора Лиона, и, несмотря на протесты, заключен в замок Пьер-Ансиз, так как не имел охранной грамоты.
Из Лиона король перевел его в Бурж, где около года продержал в башне, затем в Руан, после чего потребовал за освобождение непомерный выкуп в 40 тыс. экю. Такую сумму Гильому было не собрать, и Людовик взамен денег навязал ему договор об отказе от суверенитета. По Руанскому соглашению 10 августа 1475 высшей юрисдикцией для жителей княжества стал парламент Гренобля. При этом Людовик оставил принцу внешнюю атрибутику его власти: право титуловаться «принцем Божьей милостью», чеканить монету и миловать осужденных.
Король Рене Добрый протестовал против этого соглашения, заявив, что остается сюзереном Оранжа, а полученные от Луи II 15 тыс. ливров готов вернуть. Людовик не обратил внимания на его протесты.
Гильом умер через два месяца после освобождения.

## Семья
Жена (1438): Екатерина Бретонская (ок. 1428—1476), дама де Л’Эпине-Ганден, де Ла-Ферте-Милон, де Ножан-д’Арто и де Ганделю, дочь Ришара Бретонского, графа д’Этамп, и Маргариты Орлеанской, сестра Франциска II Бретонского
Сын:
- Жан IV де Шалон-Арле (ум. 1502), принц Оранский